# Schlacht von Coyotepe

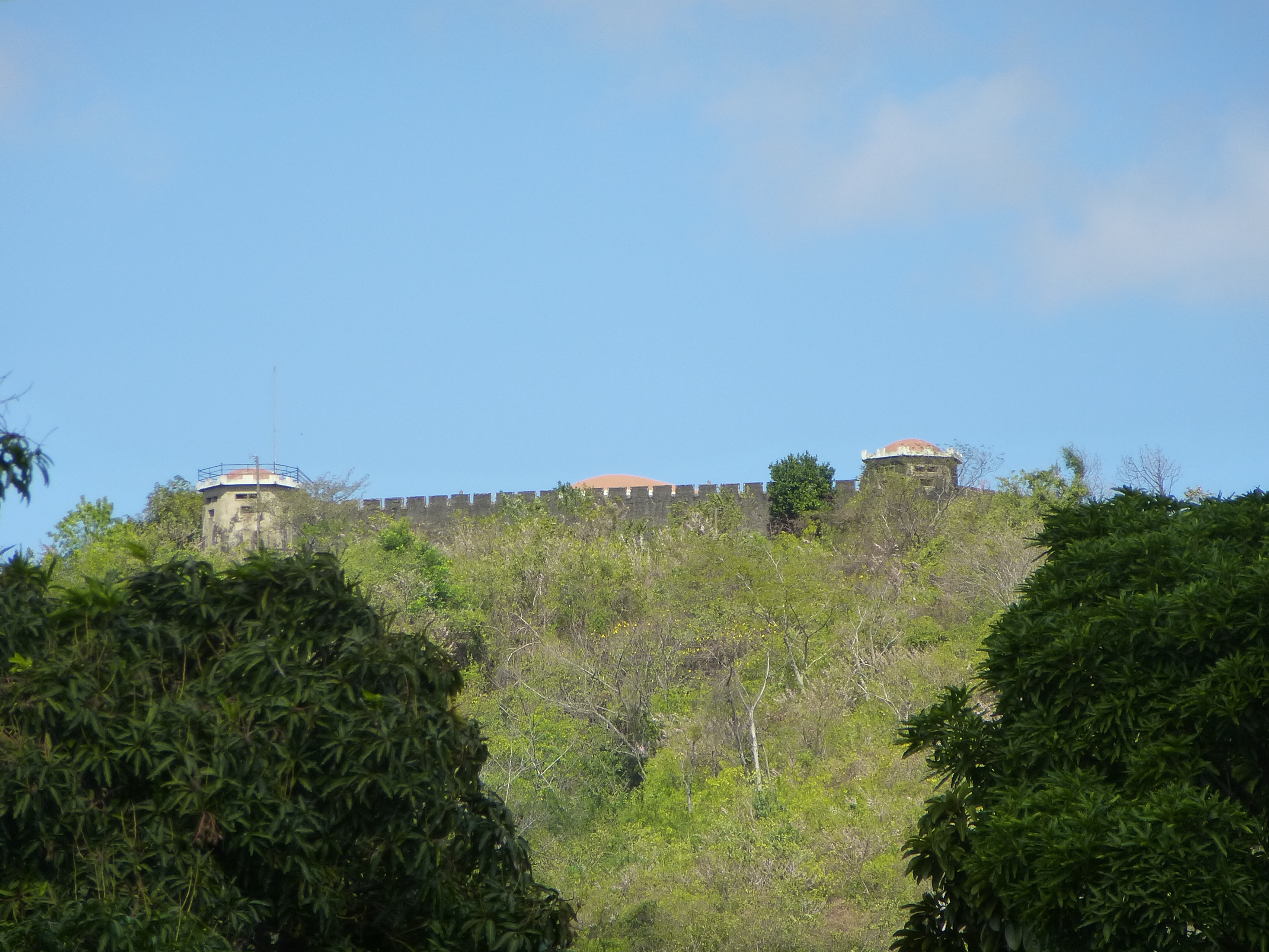
Coyotepe

Die Schlacht von Coyotepe (Spanisch: Batalla de Coyotepe, Englisch: Battle of Coyotepe Hill) fand am 3./4. Oktober 1912 im Raum der Festung Coyotepe bei Masaya statt und bildete den Höhepunkt der US-Militärintervention in Nicaragua 1909–1925. In ihr kämpften konservative nicaraguanische Regierungstruppen unter Führung von General Emiliano Chamorro Vargas mit Unterstützung des US Marine Corps und Landungstruppen der US Navy gegen liberale Aufständische unter Führung von General Benjamín Zeledón. Mit der Niederlage der liberalen Truppen und dem Tod Zeledóns endete der Widerstand der Liberalen Partei gegen die US-Intervention und sicherte die von der US-Regierung Taft favorisierte Herrschaft der konservativen Partei unter Staatspräsident Adolfo Díaz.

## Politisch-militärische Gesamtlage in Nicaragua 1912
Nachdem sich der gegen die Regierung Díaz im Aufstand befindliche Kriegsminister Luís Mena Solórzano am 22. September für krank erklärte und am 25. September offiziell von seinem Amt zurücktrat, übernahm Zeledón die weitere militärische Führung der Rebellion mit dem Ziel, die von der US-Regierung Taft gestützte konservative Regierung Díaz zu stürzen. Zu diesem Zeitpunkt hielten sich bereits sieben amerikanische Kriegsschiffe (USS California, USS Colorado, USS Cleveland, USS Annapolis, USS Tacoma, USS Glacier, USS Denver und USS Buffalo) in den nicaraguanischen Häfen Corinto und Bluefields auf. Die Schiffe und die aus den USA und der Panamakanalzone entsandten Marines unterstanden dem Oberkommando von Konteradmiral William Henry Hudson Southerland.
Zeledón kontrollierte zwar in der Festung Coyotepe mit ihrer Außenstellung La Barranca die Eisenbahnstrecke von Masaya zur konservativen Hochburg Nicaragua am Nicaraguasee, befand sich jedoch angesichts einer gut 900 Mann starken Truppe von US-Marines und den Landungskommandos der US-Kriegsschiffe sowie angesichts der zahlenmäßig weit überlegenen konservativen Truppen in einer praktisch aussichtslosen strategischen Position.
Zudem waren durch Menas Rücktritt die Vorräte der Aufständischen in Granada in die Hände der dortigen Regierungstruppen gefallen und dadurch Zeledons offenbar nur wenige hundert Mann umfassende Truppe ohne Nachschub. Verstärkung aus der liberalen Hochburg Leon konnte Zeledón nicht erwarten, da die Regierungstruppen und Marines wiederum die Eisenbahnlinie Leon – Managua – Masaya kontrollierten.
Trotz der militärisch aussichtslosen Situation lehnte Zeledón ein am 2. Oktober 1912 auf Veranlassung von Oberst Joseph H. Pendleton, Kommandeur der Marines in Nicaragua, überbrachtes Ultimatum zur Kapitulation ab. Ebenso schlug er ein Kapitulationsangebot der Regierung Díaz aus, das ihm von seinem Schwiegervater Jerónimo Ramírez, selbst Mitglied der Konservativen Partei, überbracht wurde:

«Señor, no se trata de mi persona, sino de un deber sagrado que tendré que cumplir hasta que muera. Yo no me pertenezco, pues sirvo a mi Patria.»

„Herr, kümmern Sie sich nicht um meine Person; ich habe eine heilige Pflicht, die ich bis zum Tod zu erfüllen habe. Ich gehöre nicht mir, denn ich diene meinem Vaterland.“

Aus einem Brief vom 3. Oktober an seine Ehefrau Ester geht hervor, dass Zeledón keinesfalls mit einem Sieg rechnete, sondern bestenfalls mit seinem Überleben. In diesem Fall beabsichtigte er, mit ihr und den Kindern das Land zu verlassen, da er die Schande nicht ertragen könne, in einem besetzten Land zu leben.

## Verlauf der Schlacht
Am 2. Oktober 1912 marschierte im Raum Coyotepe-Masaya unter dem Kommando von Kriegsminister Chamorro ein gut 4.000 Mann starkes konservatives Heer auf. Hinzu kamen gut 900 Mann Marines und Matrosen von Landungsabteilungen der US-Kriegsschiffe. Die Regierungstruppen wurden von Kriegsminister Chamorro, die amerikanischen Marinetruppen von Pendleton kommandiert. Als Pendletons Stellvertreter fungierte Major Smedley D. Butler. Sowohl die Zahlenangaben der konservativen als auch der liberalen Truppen (bis zu 2000 Mann) sind möglicherweise stark überhöht; als gesichert gelten lediglich die amerikanischen Angaben über die eigene Truppenstärke.
Nachdem Pendletons Ultimatum am Morgen des 3. Oktober verstrichen war, begannen die Marines um 08.00h mit dem Artilleriebeschuss auf Coyotepe und die gut 1000 m entfernte Außenstellung La Barranca. Aus unbekannten Gründen machte Zeledón von seinen zwei Krupp-Feldgeschützen keinen Gebrauch. Coyotepe und La Barranca waren zum Teil durch Schützengräben, Stacheldraht und Maschinengewehre gesichert. Die konservativen Truppen waren am Sturm auf die Festung nicht beteiligt, obwohl sie laut Butler daran teilnehmen sollten:

“They discreetly waited to find out first what was going on to happen to us.”

„Sie warteten diskret, um zuerst herauszufinden, was mit uns los war.“

Am frühen Morgen des 4. Oktober griffen Butlers Einheiten von Südosten und Pendletons Marines von Osten an. Die Amerikaner stürmten den Hügel nach intensiver Vorbereitung durch Artilleriefeuer mit aufgepflanztem Bajonett. Sie verloren vier Mann durch eine MG-Stellung, bevor dessen Besatzung mit Bajonetten niedergemacht wurde. Weitere vier Mann und fünf Matrosen wurden verwundet. Die Verluste der liberalen Truppen betrugen nach einer Schätzung Pendletons gut 60 Gefallene und gut 15 bis 20 Verwundete. Die konservativen Truppen erlitten gut 100 Gefallene und 200 Verwundete. Nach der Eroberung von Coyotepe richteten die Marines die dort vorgefundenen Geschütze und Maschinengewehre auf die Barranca und stürmten diese anschließend ebenfalls.
Zeledón hatte sich bereits in Richtung Jinotepe zurückgezogen. Über seinen Tod gibt es voneinander abweichende Darstellungen. Nach einer Version geriet er am 4. Oktober in Masaya in einen Hinterhalt von Oberst Gabriel Garay, wurde im Rücken verletzt und starb. Angeblich existierte jedoch seit dem 27. September 1912 ein Befehl Chamorros, dass Zeledón und andere Rebellenchefs festgenommen und hingerichtet (pasar por las armas) werden sollten. Die Regierung Díaz bestritt jedoch, dass dieser Befehl je existiert habe. Nach ihrer offiziellen Darstellung fiel Zeledón in der Schlacht. Inwieweit die Marines indirekt am Tod Zeledóns eine Mitverantwortung trugen, wie sie der nicaraguanische Historiker Barbosa vermutet, ist fraglich. Allerdings konstatiert hierzu der deutsche Historiker Frank Niess:

„Major Butler hatte gegenüber Admiral Southerland seine Erleichterung über den Gang der Ereignisse bekundet und die Hoffnung ausgedrückt, daß die Untätigkeit auf amerikanischer Seite anderen Gelegenheit gäbe, Zeledón zu hängen. Er hatte also offenbar nach dem Fall von Coyotepe noch gelebt. Und es hätte in der Macht der amerikanischen Kommandeure gestanden, das Leben des Generals zu retten. Statt dessen wurde wohl Butlers Rat befolgt.“

## Nachwirkung

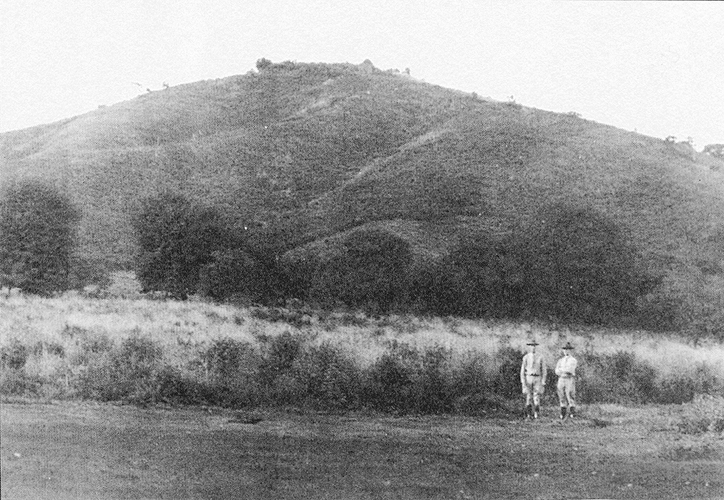
El Coyotepe 2

Der Sieg des konservativen Heeres, der wesentlich, wenn nicht ausschließlich, auf die Beteiligung der US-amerikanischen Einheiten zurückzuführen ist, sicherte langfristig die Herrschaft der konservativen Regierung Díaz, zumal die Marines kurz nach der Schlacht die letzten liberalen Truppen in Leon entwaffneten. Die Marines und US-Kriegsschiffe wurden aus Nicaragua zurückgezogen. In Managua verblieb ein Detachement von 100 Marines zur Sicherung der amerikanischen Gesandtschaft.
Nach Gudmundsson herrschte zwar nach der liberalen Niederlage in Coyotepe von 1912 bis 1924 in Nicaragua und seinen Nachbarländern Ruhe und Frieden, aber

“… the protectorate put the US in the awkward position of sponsoring a government that enjoyed little in the way of support from traditional political elites.”

„… das Protektorat brachte die USA in die missliche Lage, eine Regierung zu unterstützen, die von den traditionellen politischen Eliten kaum Unterstützung genoss.“

Nach seiner Einschätzung machte dies jeden, der sich der amerikanisch unterstützten Regierung widersetzte, zu einem Nationalhelden; die Schlacht von Coyotepe wurde in liberalen Kreisen zum nicaraguanischen Gegenstück der Schlacht von Bunker Hill stilisiert. Ähnlich argumentiert auch Niess:

„Anders als früher verließen sich die USA nicht mehr auf ihre sporadische Kanonenbootpolitik. Mit ihrer ständigen Militärpräsenz, die je nach akutem Bedarf expandierte oder schrumpfte, verordneten sie Nicaragua jene Pax Americana, die unter dem äußeren Anschein friedlichen Handels und Wandels die aus den Zeiten der Conquista überkommene Abhängigkeit und wirtschaftliche Deformation fortsetzte und vertiefte.“